# 30 января
30 января — 30-й день года  по григорианскому календарю.
До конца года остаётся 335 дней (336 дней в високосные годы).
До 15 октября 1582 года — 30 января по юлианскому календарю, с 15 октября 1582 года — 30 января по григорианскому календарю.
В XX и XXI веках соответствует 17 января по юлианскому календарю.

## Праздники и памятные дни
См. также: Категория:Праздники 30 января

### Национальные
- Индия — День памяти борцов за независимость.

### Профессиональные
- Азербайджан — День работников таможни.

### Религиозные
Зороастризм
 — Гаханбар, посвящённый Воху-Ману.
 Католицизм
 — Память девы Адельгунды;
 — память святой королевы Батильды;
 — память святой Гиацинты Марескотти;
 — память святой Мартины Римской;
 — память святой Савины Миланской;
 — память святого Муциана Марии Вио.
 Православие
⟨Русская Православная Церковь⟩
 — Память преподобного Антония Великого (356);
 — память преподобного Антония Дымского (1224);
 — память преподобного Антония Черноезерского (XVI);
 — память священномученика Виктора Европейцева, пресвитера (1931);
 — память священномученика Павла Успенского, пресвитера (1938).

### Именины
- Католические: Адельгунда, Батильда, Вио, Гиацинта, Мартина, Савина.
- Православные: Антоний, Антонина, Ахила, Виктор, Георгий, Иван, Мартирий, Павел, Феодосий.

## События
См. также: Категория:События 30 января

### До XIX века
- 9 год до н. э. — освящение Алтаря Мира в Риме.
- 1703 — согласно преданию, в Эдо произошла месть сорока семи самураев — бывших вассалов клана Ако — за своего господина.
- 1722 — в Москве учреждена должность обер-полицмейстера — высшая полицейская должность города.
- 1790 — в Англии впервые в мире была испробована на море спасательная шлюпка[3].

### XIX век
- 1801 — манифест Павла I о присоединении Грузии (Картли-Кахетии) к России.
- 1853 — в соборе Парижской Богоматери 45-летний император Франции Наполеон III обвенчался с испанской графиней Евгенией Монтихо.
- 1868 — в России опубликована книга Чарльза Дарвина об естественном отборе.
- 1894 — Чарльз Кинг патентует изобретённый им отбойный молоток.

### XX век
- 1915 — атакуя французский порт Гавр, Германия впервые использует подводные лодки.
- 1924 — основана киностудия «Мосфильм».
- 1930 — осуществлён запуск первого в мире радиозонда для исследования атмосферы, изобретённого советским метеорологом Павлом Александровичем Молчановым.
- 1931 — ЦИК и СНК СССР приняли постановление «Об образовании Народного комиссариата водного транспорта Союза СССР» (Наркомвода), на основании которого от НКПС отделились морской и речной транспорт и всё портовое хозяйство. Первым народным комиссаром водного транспорта назначается Н. М. Янсон, член партии с 1905 года, работник ЦК ВКП(б) в прошлом моряк торгового флота — плавал кочегаром на судах, работал в портовых мастерских и на судоремонтных заводах[4].
- 1933 — рейхспрезидент Германии Гинденбург назначил Адольфа Гитлера канцлером.
- 1934 — стратостат «Осоавиахим-1» впервые в мире достиг высоты 22 км. При спуске потерпел катастрофу и все три члена экипажа погибли.
- 1935 — американский сейсмолог Чарльз Рихтер предложил особую шкалу для измерения магнитуды землетрясений. Сегодня она известна как шкала Рихтера[5].
- 1943 — Вторая мировая война: в ходе Сталинградской битвы капитулировала 6-я армия вермахта, условная точка перелома в Великой Отечественной войне.
- 1945 — Вторая мировая война: советская подлодка С-13 под командованием Александра Маринеско потопила в районе Данцигской бухты германский пассажирский суперлайнер (используемый как военный корабль) «Вильгельм Густлофф» (от 5.3 до 9.5 тыс. погибших)[6].
- 1948 — над Атлантическим океаном пропал самолёт Avro Tudor IV «Star Tiger» компании BSAA с 31 человеком на борту.
- 1969 — последний импровизированный концерт «The Beatles» на крыше здания студии Apple Corps, на Сэвиль-Роу в Лондоне.
- 1972 — Кровавое воскресенье в районе Богсайд североирландского города Дерри. В тот день солдаты 1-го батальона Парашютного полка Великобритании расстреляли мирную демонстрацию местных жителей, пришедших на марш Ассоциации в защиту гражданских прав Северной Ирландии. Погибли 14 человек.
- 1974
  - Катастрофа Boeing 707 в Паго-Паго (Американское Самоа). Погибли 97 человек.
  - Установлены дипломатические отношения между СССР и Республикой Островов Фиджи.
- 1979 — исчезновение Boeing 707 над Тихим океаном. Пропали 6 человек и груз из полутора сотен картин.
- 1995 — начало вещания российского телеканала К-10 (Космос-10).
- 1998 — создан Комитет руководителей органов по работе с личным составом министерств обороны стран-участниц СНГ.
- 2000
  - Катастрофа A310 под Абиджаном. Погибли 169 человек — крупнейшая авиакатастрофа в истории Кот-д’Ивуара и самолёта A310.
  - На заводе румыно-австралийской компании «Аурул» произошёл выброс в Дунай более 100 тыс. кубометров тяжёлых металлов. Тогда было выловлено более 100 тонн мёртвой рыбы, а катастрофу окрестили «вторым Чернобылем»[7].

### XXI век
- 2003 — в Бельгии легализованы однополые браки.
- 2007
  - Поступила в продажу операционная система Windows Vista.
  - 30-летний бразильский футболист Роналдо перешёл из «Реала» в «Милан».
- 2009 — с космодрома Плесецк с помощью ракеты-носителя «Циклон-3» запущен российский космический аппарат «Коронас-Фотон».
- 2020 — Всемирная организация здравоохранения объявила вспышку COVID-19 (nCoV) чрезвычайной ситуацией в области общественного здравоохранения, имеющей международное значение.
- 2023 — теракт в Пешаваре (Пакистан), 85 погибших.

## Родились
См. также: Категория:Родившиеся 30 января

### До XIX века

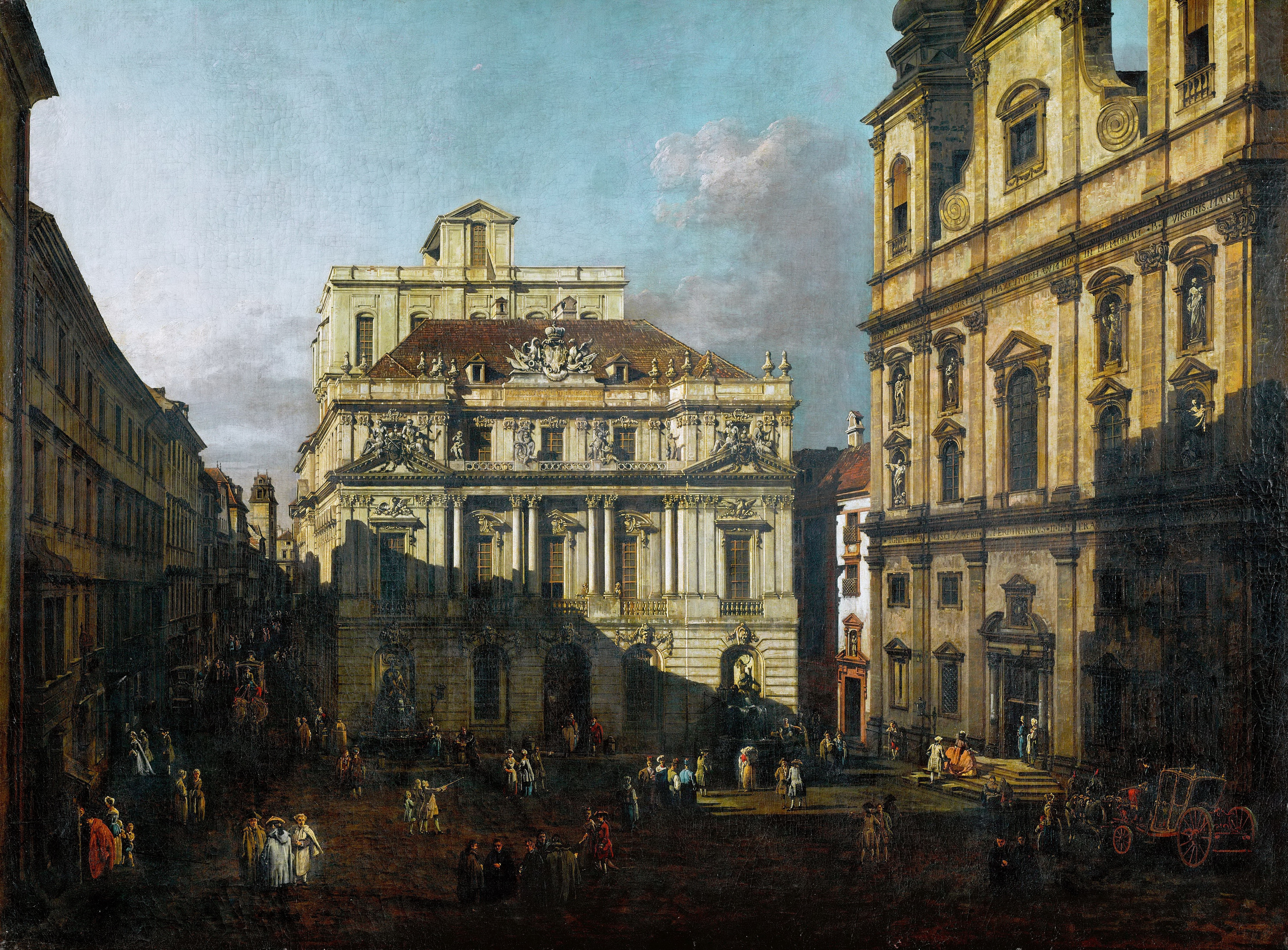
Беллотто. Вид Вены, ок. 1759

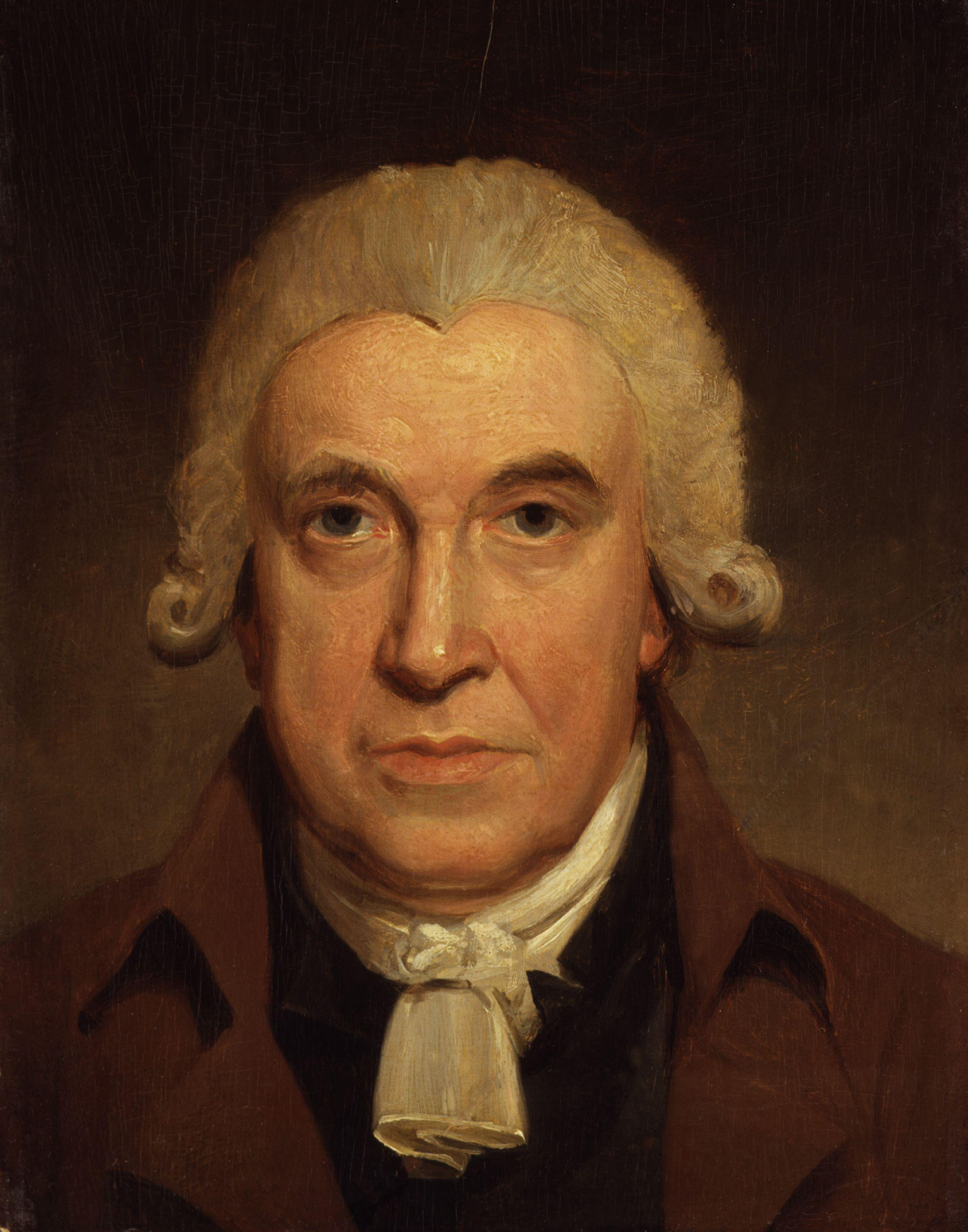
Джеймс Уатт

- 58 до н. э. — Ливия Друзилла (ум. 29), римская императрица, жена Октавиана Августа, мать императора Тиберия, бабка императора Клавдия, прабабка императора Калигулы и прапрабабка императора Нерона.
- 1721 — Бернардо Беллотто (ум. 1780), итальянский живописец, офортист, представитель венецианской школы.
- 1736 — Джеймс Уатт (ум. 1819), шотландский инженер-механик, изобретатель, создатель паровой машины.
- 1781 — Адельберт фон Шамиссо (ум. 1838), немецкий поэт, писатель, путешественник, естествоиспытатель.
- 1785 — Абель де Пюжоль (ум. 1861), французский исторический живописец.

### XIX век

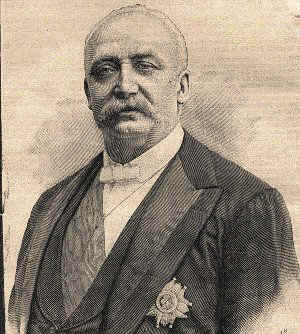
Феликс Фор, 1898

Ф. Д. Рузвельт, 1919

Мемориальная доска И. О. Дунаевскому в Харькове

- 1818 — Артур Гёргей (ум. 1916), венгерский военачальник, революционер.
- 1822 — Иван Турчанинов (или Джон Бэйзил Турчин; ум. 1901), полковник русской армии и бригадный генерал армии США, участник Гражданской войны в Америке.
- 1831 — Анри Рошфор (ум. 1913), французский политик, журналист и писатель.
- 1841 — Феликс Фор (ум. 1899), французский политический деятель, президент Франции в 1895—1899 гг.
- 1846 — Фрэнсис Брэдли (ум. 1924), английский философ-идеалист.
- 1847 — Иван Бородин (ум. 1930), русский ботаник, популяризатор науки.
- 1848 — Фердинанд Манлихер (ум. 1904), австрийский инженер, конструктор автоматического оружия.
- 1852 — Ион Лука Караджиале (ум. 1912), румынский писатель и драматург.
- 1872 — Глеб Котельников (ум. 1944), русский советский изобретатель, создатель авиационного ранцевого парашюта.
- 1878 — Василий Десницкий (ум. 1958), российский революционный деятель, советский литературовед.
- 1882 — Франклин Делано Рузвельт (ум. 1945), 32-й президент США (1933—1945).
- 1894 — Борис III (ум. 1943), предпоследний царь Болгарии (1918—1943).
- 1895 — Кирилл Орловский (ум. 1968), сотрудник органов Госбезопасности СССР и НКВД, в годы войны один из руководителей партизанского движения, Герой Советского Союза.
- 1900 — Исаак Дунаевский (ум. 1955), композитор, дирижёр, педагог, народный артист РСФСР.

### XX век

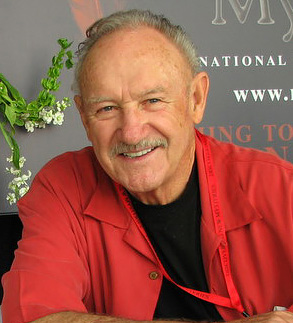
Джин Хэкмен, 2008

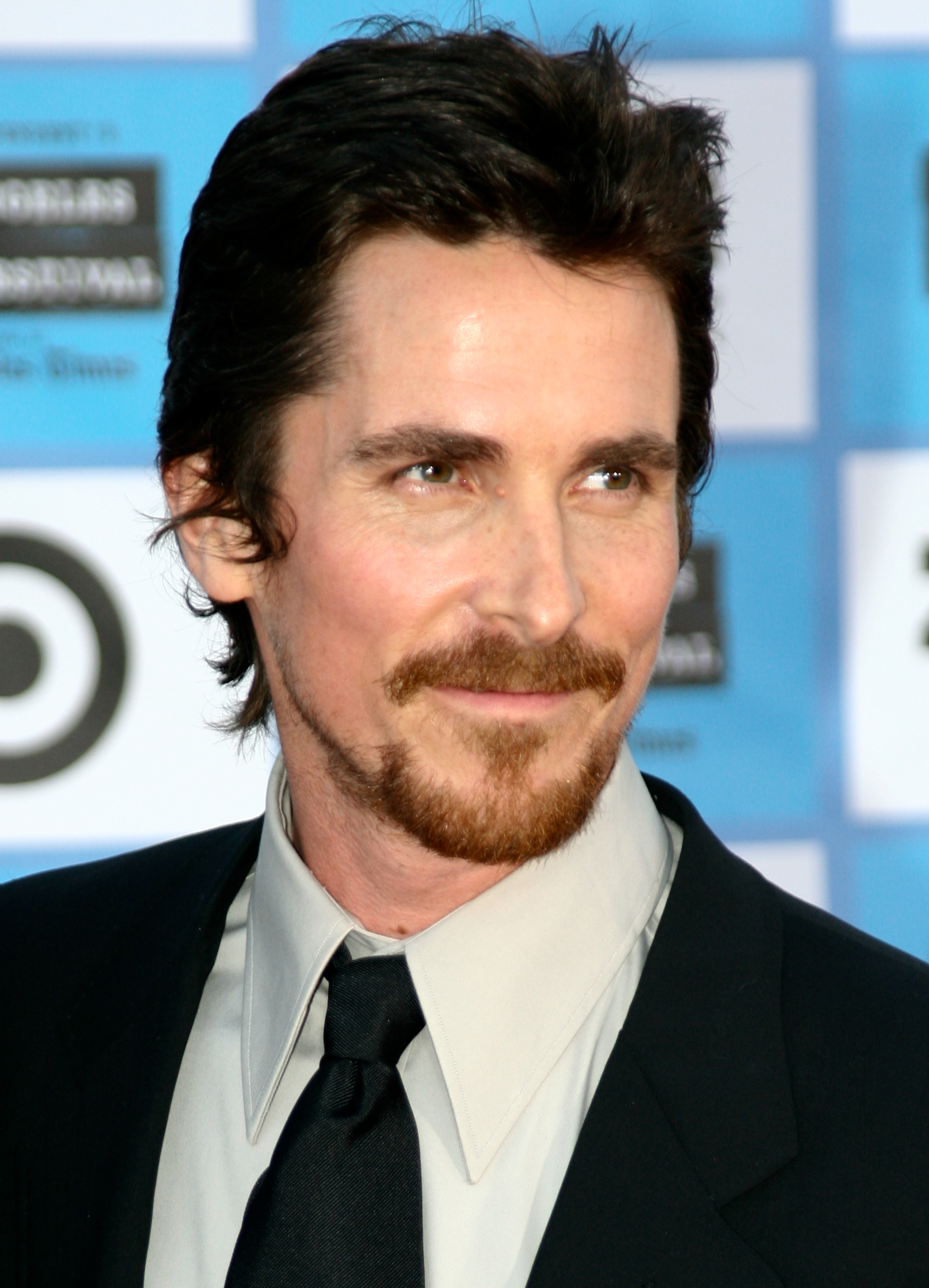
Кристиан Бейл, 2009

- 1902 — Степан Шутов (ум. 1963), русский советский танкист, командир 20-й гвардейской танковой бригады, Герой Советского Союза.
- 1904 — Иван Алексенко (ум. 1976), советский инженер-конструктор, танкостроитель.
- 1909 — Виктор Гусев (ум. 1944), русский советский поэт, переводчик, драматург, сценарист.
- 1911 — Хью Марлоу (урожд. Хью Херберт Хиппл; ум. 1982), американский актёр театра, кино, телевидения и радио.
- 1919
  - Николай Глазков (ум. 1979), русский советский поэт, переводчик.
  - Иосиф Розенталь (ум. 2004), советский и российский физик.
- 1920
  - Делберт Манн (ум. 2007), американский режиссёр кино и телевидения, продюсер, лауреат «Оскара».
  - Патрик Херон (ум. 1999), британский художник-абстракционист.
- 1921 — Иван Шамякин (ум. 2004), белорусский советский писатель, общественный деятель.
- 1923 — Леонид Гайдай (ум. 1993), кинорежиссёр, сценарист, актёр, народный артист СССР.
- 1925
  - Дороти Мэлоун (ум. 2018), американская актриса кино и телевидения, лауреат премии «Оскар».
  - Дуглас Карл Энгельбарт (ум. 2013), американский специалист по компьютерным технологиям, создатель компьютерной мыши.
- 1926 — Антон Григорьев (ум. 2001), оперный певец (лирический тенор), педагог, народный артист РСФСР.
- 1927 — Улоф Пальме (убит в 1986), премьер-министр Швеции (1969—1976 и 1982—1986).
- 1928 — Рут Браун (ум. 2006), певица и актриса, «королева-мать» американского блюза.
- 1929 — Александр Пятигорский (ум. 2009), советский и британский философ, востоковед, писатель.
- 1930
  - Всеволод Нестайко (ум. 2014), советский и украинский детский писатель.
  - Джин Хэкмен, американский актёр и писатель, обладатель двух «Оскаров», четырёх «Золотых глобусов» и др. наград.
  - Йо Бонниер (погиб в 1972), шведский автогонщик, пилот «Формулы-1».
- 1932 — Нодари Симония (ум. 2019), советский и российский политолог, учёный-востоковед.
- 1934 — Джованни Баттиста Ре, итальянский кардинал, декан Коллегии кардиналов
- 1937
  - Ванесса Редгрейв, британская актриса, лауреат «Оскара», двух «Золотых глобусов» и др. наград.
  - Борис Спасский, советский и французский шахматист, гроссмейстер, 10-й чемпион мира по шахматам (1969—1972).
- 1938 — Ислам Каримов (ум. 2016), советский и узбекский государственный деятель, первый президент Узбекистана (с 1990 по 2016).
- 1940 — Леонид Полежаев, российский государственный деятель, глава Омской области (1990—2012).
- 1941 — Дик Чейни (Ричард Брюс Чейни), американский политик, государственный деятель.
- 1942 — Марти Балин (наст. имя Мартин Джерел Бухвальд; ум. 2018), основатель и один из лид-вокалистов американской рок-группы «Jefferson Airplane».
- 1945 — Жуматай Жакыпбаев (ум. 1990), казахский советский поэт.
- 1947 — Вадим Жук (ум. 2025), советский и российский актёр, сценарист, либреттист, поэт, теле- и радиоведущий.
- 1950 — Ирина Шачнева, советская и российская певица, композитор и автор песен, первая солистка ВИА «Самоцветы» и ВИА «Пламя».
- 1951 — Фил Коллинз, британский рок-поп-певец, барабанщик, автор песен, актёр, продюсер.
- 1958
  - Александр Зайцев (ум. 2007), советский и российский клавишник, поэт, композитор, участник рок-группы «Машина времени».
  - Дмитрий Захаров, советский и российский журналист, теле- и радиоведущий, продюсер (Программа «Их нравы» на НТВ).
- 1962
  - Дмитрий Замятин, российский географ, культуролог, эссеист, поэт.
  - Абдалла ибн Хусейн, король Иордании (с 1999).
- 1967 — Сергей Чепиков, российский государственный деятель, депутат Государственной думы; советский и российский биатлонист и лыжник.
- 1968 — Филипп VI, король Испании (с 2014).
- 1970 — Рита Митрофанова, российская радио- и телеведущая, журналист и диджей.
- 1974
  - Кристиан Бейл, британо-американский актёр, лауреат «Оскара», двух «Золотых глобусов» и др. наград.
  - Оливия Колман, британская актриса кино и телевидения, обладательница «Оскара», трёх «Золотых глобусов» и др наград.
- 1975
  - Жуниньо Пернамбукано, (наст. имя Антонио Аугусто Рибейро Реис Жуниор), бразильский футболист.
  - Ботонд Шторц, венгерский гребец на байдарках, трёхкратный олимпийский чемпион.
- 1981
  - Димитр Бербатов, болгарский футболист, лучший бомбардир в истории национальной сборной.
  - Питер Крауч, английский футболист.
- 1982 — Дайки Ивамаса, японский футболист и футбольный тренер.
- 1983 — Ричард Аджей (ум. 2020), немецкий бобслеист, чемпион мира, призёр Олимпийских игр.
- 1984 — Кид Кади (наст. имя Скот Рамон Сегуро Мескади), американский хип-хоп-исполнитель, обладатель премии «Грэмми».
- 1985 — Хисела Дулко, аргентинская теннисистка, бывшая первая ракетка мира в парном разряде.
- 1987 — Арда Туран, турецкий футболист, бронзовый призёр чемпионата Европы (2008).
- 1995 — Джек Ло, английский прыгун в воду, олимпийский чемпион (2016), многократный чемпион Европы.
- 1996 — Pharaoh (наст. имя Глеб Голубин), российский хип-хоп-исполнитель.
- 1997 — Сим Сок Хи, южнокорейская шорт-трекистка, двукратная олимпийская чемпионка, многократная чемпионка мира.

## Скончались
См. также: Категория:Умершие 30 января

### До XIX века

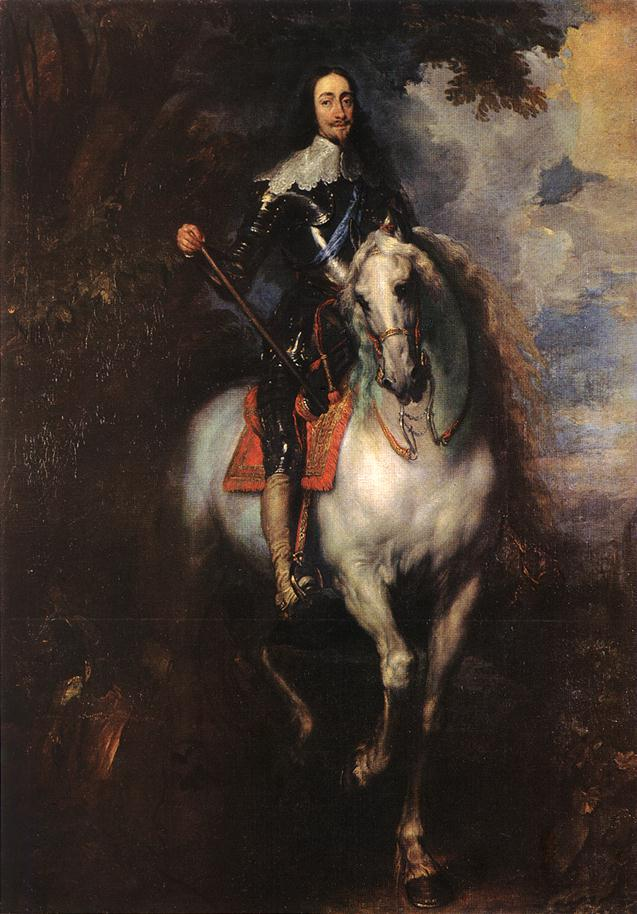
Карл I Английский. Портрет работы Ван Дейка, 1630-е гг.

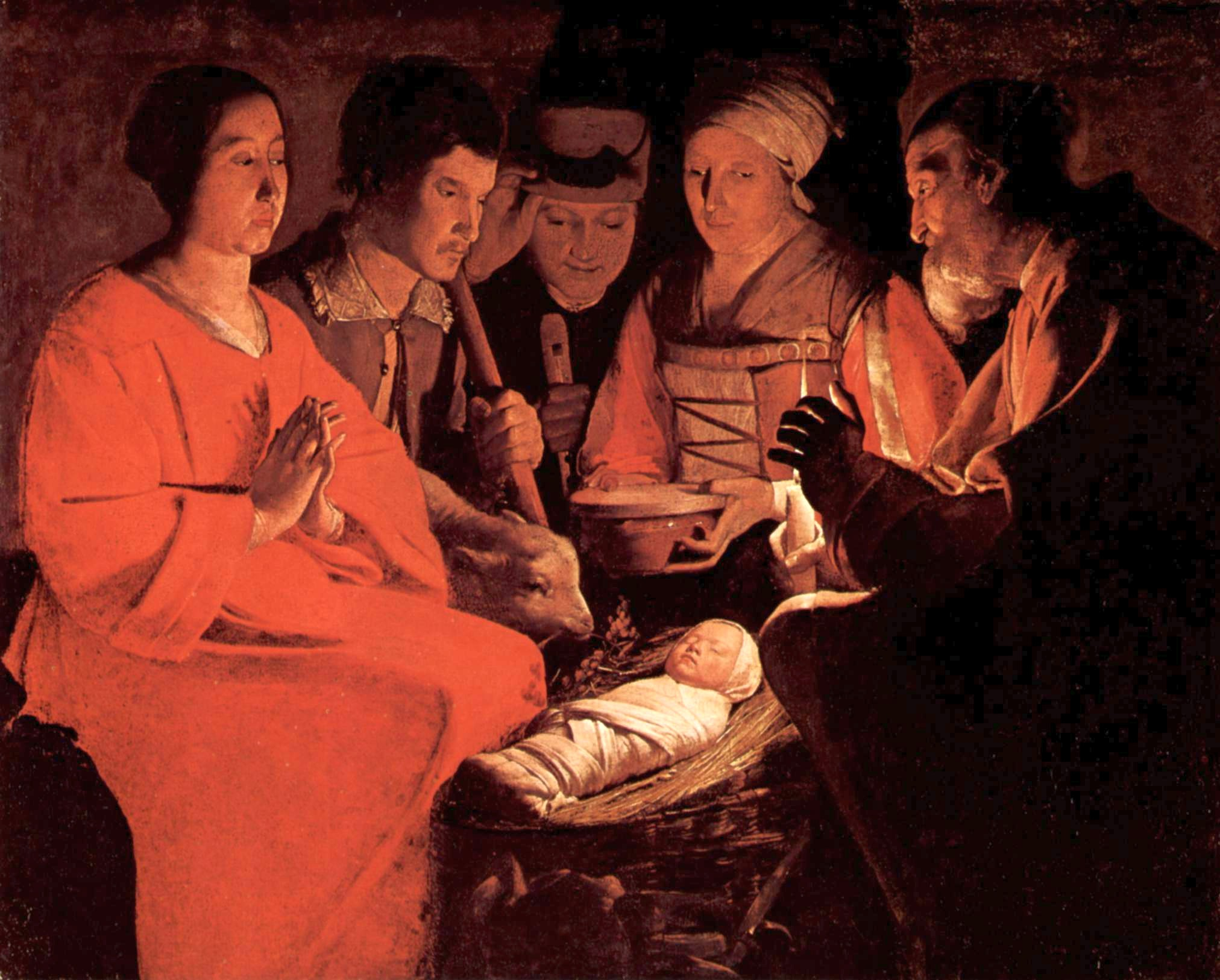
Жорж де Латур, Поклонение пастухов, ок. 1645

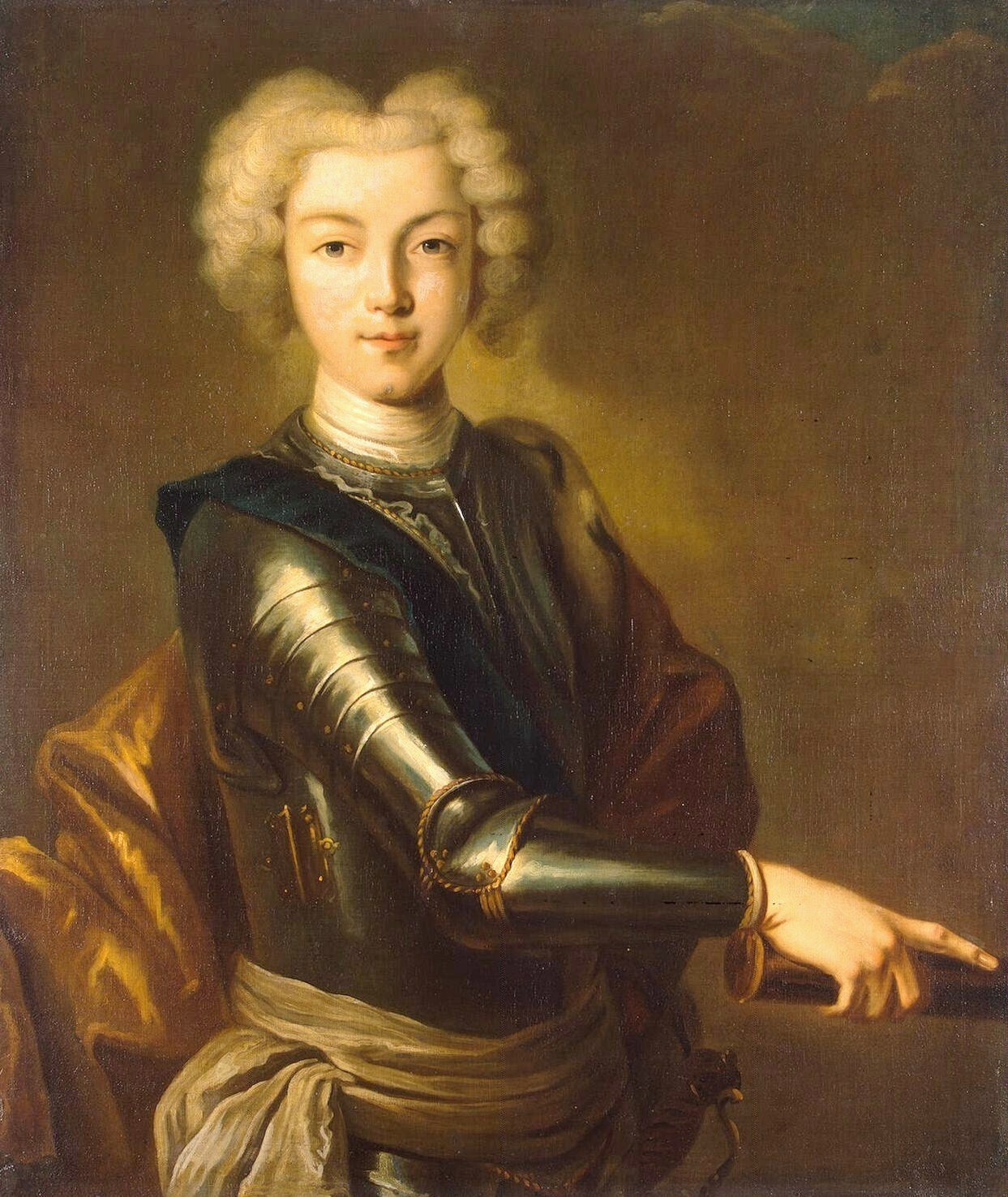
Российский Император Пётр II

- 1649 — обезглавлен Карл І Стюарт (р. 1600), король Англии, Шотландии и Ирландии с 1625 года.
- 1652 — Жорж де Латур (р. 1593), французский живописец.
- 1730 — Пётр II (р. 1715), российский император (с 1727 года), сын царевича Алексея и его жены, принцессы Шарлотты.

### XIX век

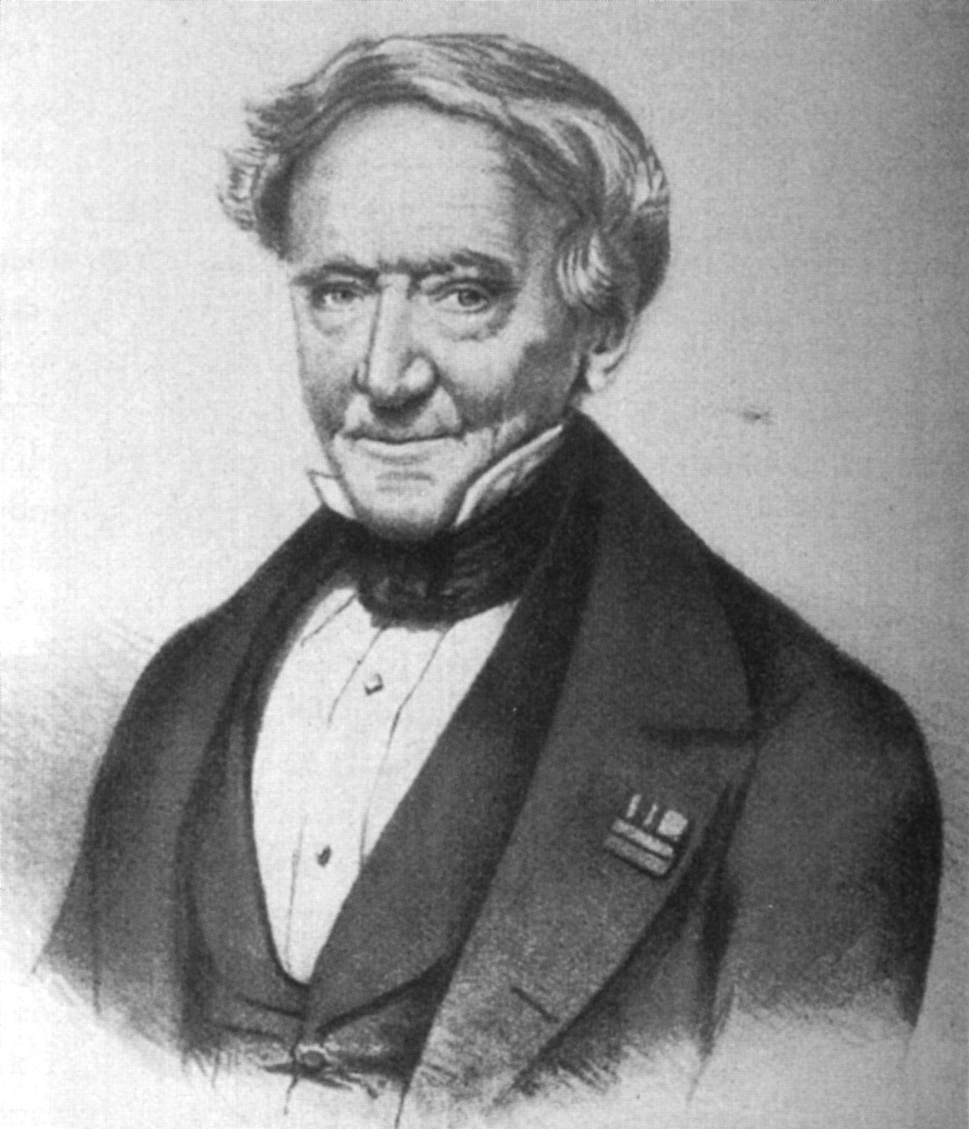
Конрад Якоб Темминк

- 1826 — граф Фёдор Ростопчин (р. 1763), русский государственный деятель и литератор.
- 1836 — Бетси Росс (р. 1752), швея из Филадельфии, сшившая, по легенде, первый американский флаг.
- 1838 — Оцеола (р. 1804), неформальный лидер и военачальник индейского племени семинолов.
- 1850 — княгиня Евдокия Голицына (р. 1780), хозяйка петербургского салона, постоянным посетителем которого в 1817—1820 гг. был А. С. Пушкин.
- 1858
  - Пётр Кудрявцев (р. 1816), русский историк, литературный критик, писатель.
  - Конрад Якоб Темминк (р. 1778), голландский зоолог, первый директор Музея естественной истории[англ.] в Лейдене.
- 1889 — погибли:
  - Мария фон Вечера (р. 1871), австрийская баронесса, любовница кронпринца Рудольфа;
  - Рудольф (р. 1858), кронпринц Австрии.
- 1891 — Григорий Елисеев (р. 1821), русский журналист и публицист.
- 1893 — князь Григорий Гагарин (р. 1810), русский живописец и рисовальщик, исследователь искусства, вице-президент Петербургской АХ (1859—1872).
- 1895 — Всеволод Крестовский (р. 1840), русский писатель и журналист.

### XX век
- 1919 — расстреляны:

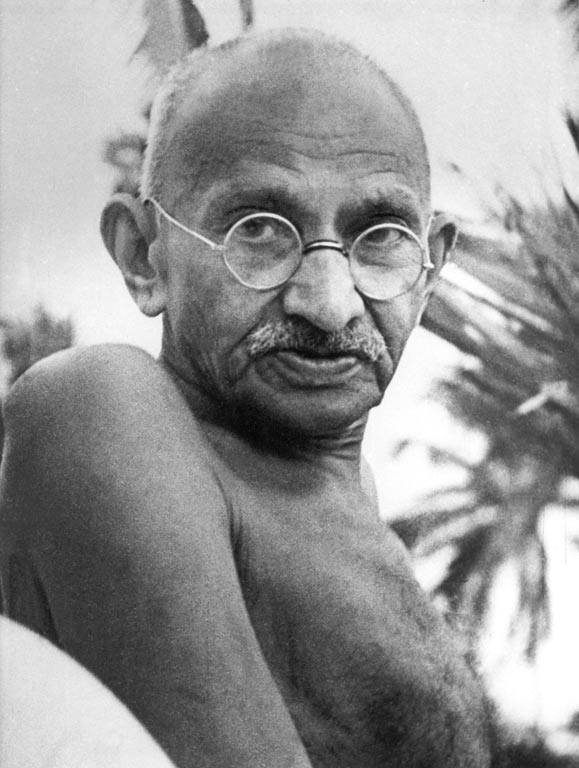
Ганди

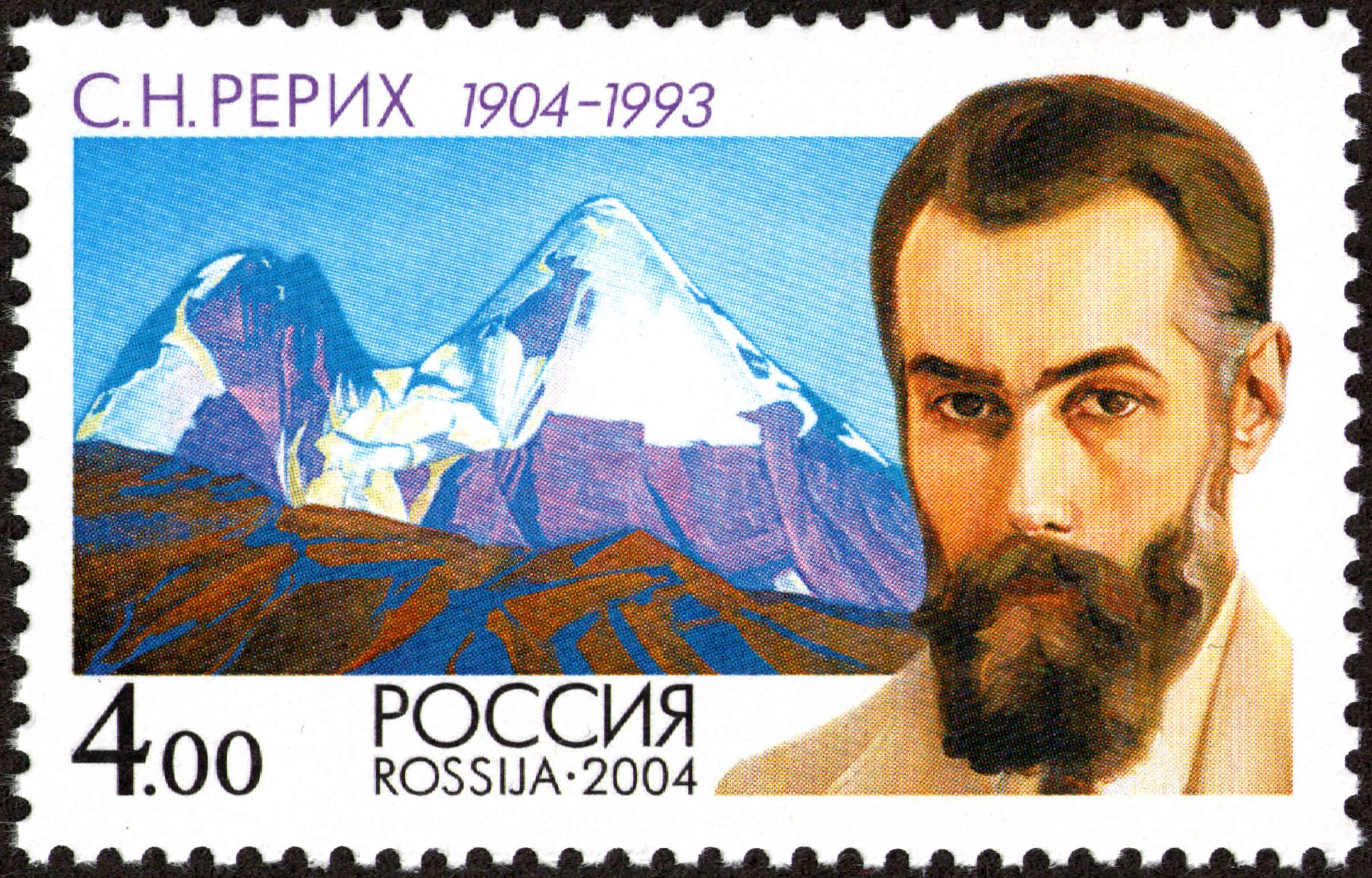
Святослав Николаевич Рерих

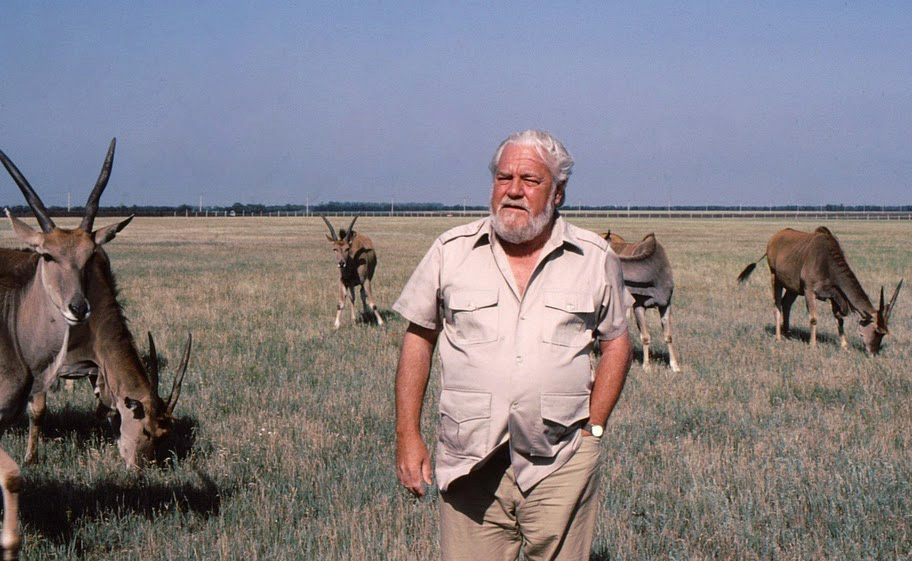
Джералд Даррелл, 1985

  - Георгий Михайлович (р. 1863), третий сын великого князя Михаила Николаевича, внук российского императора Николая I;
  - Павел Александрович (р. 1860), великий князь, шестой сын российского императора Александра II.
- 1925 — Николай Кульчицкий (р. 1856), русский медик, последний министр народного просвещения Российской империи (1916—1917).
- 1928 — Йоханнес Фибигер (р. 1867), датский врач-патолог, лауреат Нобелевской премии по физиологии и медицине (1926).
- 1934 — погибли:
  - Андрей Васенко (р. 1899), советский инженер-аэролог, конструктор стратостатов, участник экипажа стратостата «Осоавиахим-1»;
  - Илья Усыскин (р. 1910), советский физик, участник полёта на стратостате «Осоавиахим-1»;
  - Павел Федосеенко (р. 1898), советский военный пилот-аэронавт, командир экипажа стратостата «Осоавиахим-1».
- 1948
  - Махатма Ганди (р. 1869), один из руководителей и идеолог национально-освободительного движения Индии, создатель сатьяграха — философия ненасилия.
  - Орвилл Райт (р. 1871), американский конструктор, младший из братьев — пионеров авиации.
- 1950 — Василий Морозов (р. 1888), русский военачальник, генерал-майор, активный участник Белого движения на юге России.
- 1951 — Фердинанд Порше (р. 1875), немецкий автоконструктор, промышленник, создатель автомобиля «Фольксваген».
- 1958
  - Жан Кротти (р. 1878), швейцарский и французский художник-авангардист.
  - Эрнст Хейнкель (р. 1888), немецкий авиаконструктор.
- 1963 — Франсис Пуленк (р. 1899), французский композитор, пианист, лидер французской «Шестёрки».
- 1965 — Фрол Козлов (р. 1908), советский государственный и партийный деятель.
- 1966 — Моисей Юдовин (р. 1898), еврейский советский поэт.
- 1982 — Виктор Глушков (р. 1923), советский математик, академик АН СССР.
- 1986 — Иван Папанин (р. 1894), советский исследователь Арктики, контр-адмирал, дважды Герой Советского Союза.
- 1991 — Джон Бардин (р. 1908), американский физик, изобретатель транзистора, единственный в мире учёный, дважды удостоенный Нобелевской премии в одной и той же номинации (1956 и 1972).
- 1993 — Святослав Рерих (р. 1904), русский и индийский художник, общественный деятель, гуманист.
- 1994 — Пьер Буль (р. 1912), французский писатель.
- 1995 — Джеральд Даррел (р. 1925), английский зоолог, путешественник и писатель.

### XXI век

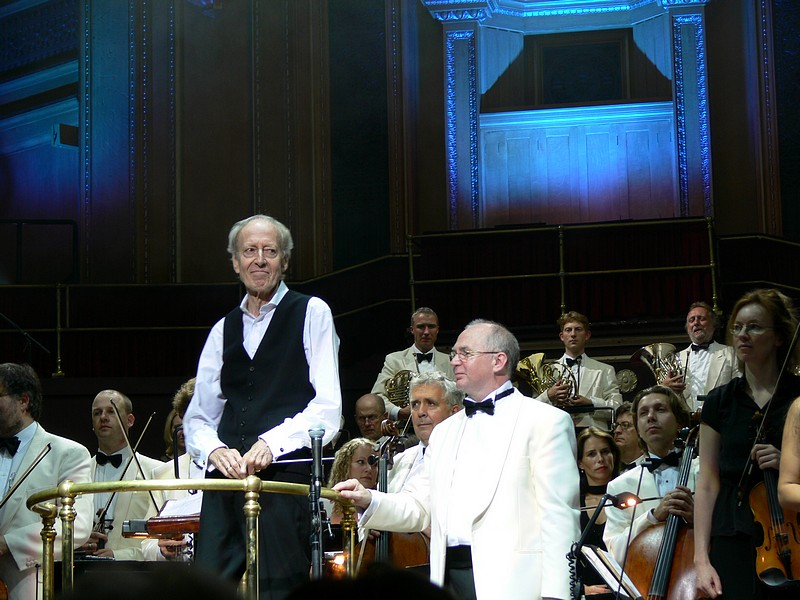
Джон Барри, 2006

- 2001 — Джонни Джонсон (р. 1915), самый результативный английский лётчик-ас Второй мировой войны.
- 2007 — Сидни Шелдон (р. 1917), американский писатель и сценарист.
- 2011 — Джон Барри (р. 1933), английский кинокомпозитор, пятикратный лауреат премии «Оскар».
- 2014 — Жан Бабиле (р. 1923), французский танцовщик, балетмейстер, хореограф.
- 2015 — Желю Желев (р. 1935), болгарский политик и государственный деятель, президент Болгарии (1990—1992 и 1992—1997).
- 2021
  - Алла Иошпе (р. 1937), советская и российская эстрадная певица, народная артистка РФ.
  - SOPHIE (р. 1986), шотландская певица, продюсер, автор песен и диджей.
- 2022
  - Леонид Куравлёв (р. 1936), советский и российский киноактёр, телеведущий, народный артист РСФСР.
  - Виктор Мережко (р. 1937), советский и российский кинорежиссёр, сценарист, драматург, актёр, писатель, телеведущий, народный артист РФ.
- 2025
  - Дик Баттон (р. 1929), американский фигурист, одиночник. Двукратный олимпийский чемпион (1948, 1952), пятикратный чемпион мира (1948—1952), чемпион Европы (1948). Впоследствии — журналист, телевизионный комментатор.
  - Джулиус Чэнь (р. 1939), политический и государственный деятель Папуа — Новой Гвинеи. Трижды занимал пост премьер-министра страны (1980—1982, 1994—1997, 1997).

## Народный календарь, приметы и фольклор Руси
Антон Перезимник. Антонина Перезимняя.
- «Антонина — зиме половина».
- Тепло на Антона на один день, потом снова мороз. Поэтому в старину на Руси говаривали: «Хитер Антон со всех сторон»; «Перезимник обнадёжит, обтеплит, а потом обманет — все морозом стянет».
- На Антонину крестьяне пекли толокняные колобки[8].